# والابی خرگوشی دریاچه ماکای
والابی خرگوشی دریاچه ماکای (نام علمی: Lagorchestes asomatus) نام یک گونه منقرض‌شده از سرده والابی‌های خرگوشی است.